# 北京台湾会馆
39°53′41″N 116°24′02″E / 39.8946682°N 116.4005306°E

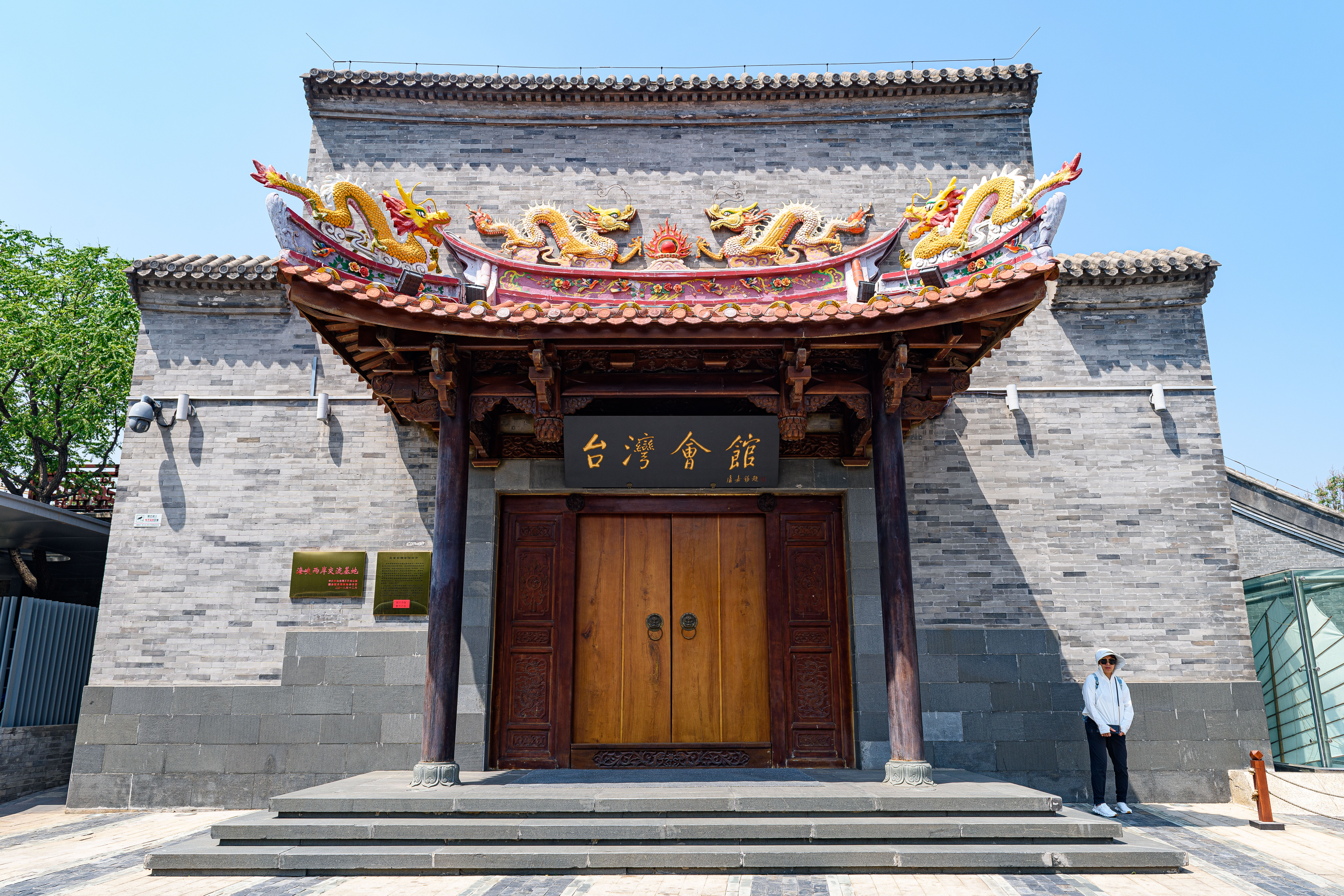
北京台湾会馆东门（2024年5月）

北京台湾会馆，位于中国北京市东城区前门街道大江胡同（旧称大蒋家胡同）114号，是北京的台湾同乡会馆。

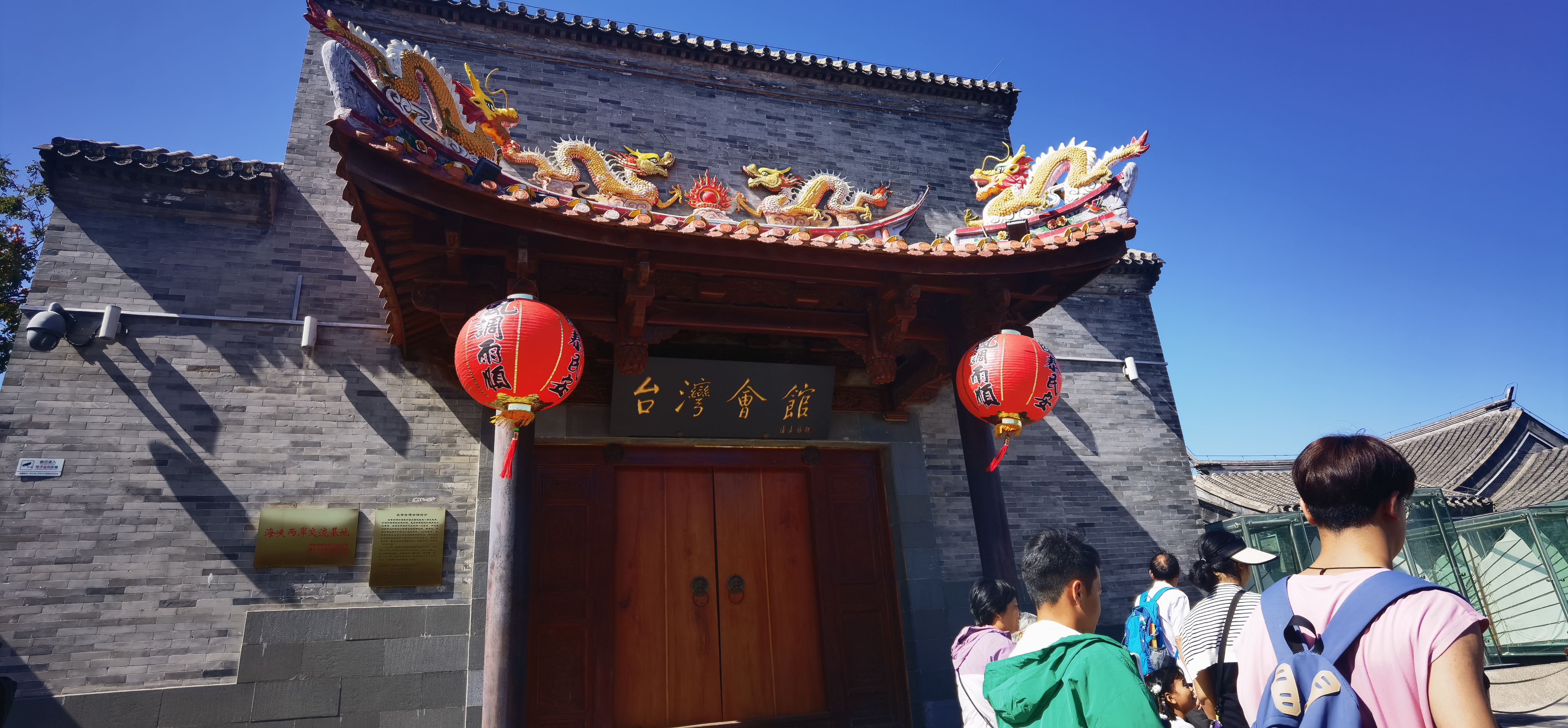
北京台湾会馆

## 清末
台湾会馆的前身是位于今宣武门外后铁厂胡同20号的全台会馆，光绪十九年（1893年）由台湾籍进士施士主持建立。施士洁是在福建同乡会的帮助下舍宅建立全台会馆。全台会馆名字里的“全台”一词，是仿照全闽会馆的“全闽”而来。
位于后铁厂的全台会馆地方偏僻，所以卖旧置新，即把后铁厂的全台会馆房产出售，在大蒋家胡同新置房产建新馆。新会馆（即“台湾会馆”）的建立时间尚有争议。一种说法认为，光绪二十二年（1896年），新会馆在前门大街大蒋家胡同（今大江胡同114号）建立，称为“台湾会馆”。当时，进京参加科举考试的台湾人多在该会馆落脚。光绪二十一年（1895年）清廷同日本签订《马关条约》前夕，台湾举人“会试在都，上书力争”，台湾举人汪春源、罗秀惠、黄宗鼎联合在北京的台湾籍官员叶题雁、李清琦上书都察院代奏光绪帝称“全台赤子誓不与倭人俱生”。此后，汪春源等又参与了康有为倡导的公车上书。当时台湾会馆是在北京的台湾人的活动场所之一。
全台会馆建立之后，从光绪二十年（1894年）开始，所有规章、房租、钱税等都归福建会馆管理，光绪二十二年（1896年）变为台湾会馆后继续如此。

## 中华民国大陆时期
《闽中会馆志》记载：“又台湾会馆划还台湾乡人自行管理：光绪二十年甲午起，委托福建会馆代管，民国二十六年后由台湾乡人收回自管。”可见福建会馆代管的时间是从光绪二十年（1894年）到民国二十六年（1937年）。从1920年代到1930年代，旅居北京的台湾人曾想赎回全台会馆但未果，只能努力收回台湾会馆。台湾作家林海音曾记述父亲林焕文为收回台湾会馆做出的努力：“民国十二年（1923年）父亲曾对收回台湾会馆一事努力过，但无结果。”1937年台湾人得以收回台湾会馆，是经过艰苦努力的结果。

### 抗戰期間
中华民国时期，1930年代至1949年，台湾会馆出租给商户，其租金收入作为在北平的台湾人组织及台湾人士使用，并充抗日战争胜利后在北平成立的“台湾旅平同乡会”的活动资金。台湾旅平同乡会进行了协助台湾人返回家乡，声援台湾“二二八事件”等活动。
1941年，台湾作家钟理和携妻钟台妹、儿子钟铁民来到北京，最初便寓居大蒋家胡同的台湾会馆。钟铁民曾为台湾会馆写下赠言：“先父钟理和到北京第一个落脚的基地，也是婴儿的我北京的第一个家！这就是台湾会馆。”老台胞林泉回忆道，自己年幼时，父亲林子瑾常带他来台湾会馆玩，台湾同乡的聚会也多在台湾会馆举行。1945年8月15日，日本宣布无条件投降，旅平台湾同胞在台湾会馆“喜庆光复”。抗日战争胜利后，台湾会馆成为台湾旅平同乡会的会所，1948年，旅平、旅津台胞在台湾会馆举办“‘二·二八’殉难烈士追悼会”。
据北京市档案馆收藏的《北平市地政局第一次土地所有登记声情书》记载，台湾会馆面积0.809市亩，按当时地价折算土地总价约137万元，院内房屋26间。

## 中华人民共和國
中华人民共和国成立后，1950年9月12日，北京市市长聂荣臻签发颁布《北京市会馆财产管理暂行办法》，规定各种会馆财产应当由各该地旅京同乡组织会馆财产管理委员会负责保管经理。1951年4月8日，台湾会馆财产管理委员会筹备会“投票选举产生筹备会委员7人：林铿生、柯政和、郑启栋、陈信德、于竹城、杨克培、郭良”；铺房（会馆）出租的每月收入“除房地产税外，酌量缓急，救助同乡”（见北京市档案馆藏《台湾会馆财产管理委员会筹备会关于具报成立经过及财产数目致民政局呈》）。1951年10月31日，北京市民政局在《调查台湾会馆报告》中称：“台湾在京会馆仅有一处，坐落在前外大蒋家胡同一百二十七号，共有房二十三间。现租与察省财经委会驻京销运处住用，每月租小米七百斤。”

### 房產風波
“北京台湾会馆财产管理委员会”成立后，对自身资产进行了详细清查。但当时新政权的各部门陆续组建，大批人员迁入北京，公房紧缺。在此背景下，从1951年底开始，北京市个别会馆的财产开始由政府接管，房屋改为公房。到1954年，北京市接管会馆进入高潮，政府正式下发文件征用会馆房屋。台湾会馆管委会也和北京市其他会馆的管理方一样，将台湾会馆管理权上交给了北京市民政局。
这时，台盟华北总支部主任委员陈炳基给北京市民政局局长李恕写了封信，信中称：“台湾尚未统一，而台湾会馆是广大旅京台胞的共同财产，不应一般对待，为了有利于两岸统一大业，应该予以保留。”接到信的李恕做出批示，将台湾会馆产权发还。
1952年10月8日，北京市房地产管理局向“北京台湾会馆财产管理委员会”发放了台湾会馆的房屋所有权证，由台盟华北总支部代管台湾会馆，具体事务仍交由北京台湾会馆财产管理委员会主任委员陈文彬等人负责。因无更好的经营方式，台湾会馆先后被租借给一些山西省在北京的煤矿业主、残疾人福利工厂、北京特殊钢厂使用，租金大部分用于资助在京生活困难臺僑。

### 文革
文化大革命期间，会馆全被视为“封建残余”，北京台湾会馆也未能幸免，房产被北京市民政局接管，后交崇文区房地产管理局代管，作为民居使用。1977年11月，北京市政协正式恢复工作。台盟等界别的北京市政协委员开始提案，建议将北京台湾会馆归还台湾同胞。1981年，中华全国台湾同胞联谊会（简称“全国台联”）与北京市台湾同胞联谊会（简称“北京市台联”）先后成立，收回台湾会馆成为北京市台联的工作重点。
1982年北京市政协会议上，台湾籍北京市政协委员陈炳基、李河民等提出《要求退还“旅平台湾同乡会会馆”房屋》的提案，受到北京市政协领导重视，同年，原由崇文区房地产管理局管理的台湾会馆房产回到北京市台胞手中。

### 恢復辦公
1985年12月，崇文区房地产管理局正式办理撤管手续。将北京台湾会馆交给台盟北京分部。因为北京台湾会馆是在京台胞的公产，而且北京市台联已在1981年成立，所以1986年1月台盟北京分部正式将北京台湾会馆产权移交给北京市台联。但是，因为台湾会馆长期被当作民居，已变成“大杂院”，会馆房屋被用作企业职工宿舍，迟迟无法腾退。1982年（见上）、1989年、1991年，北京市台联、台盟北京市委的陈炳基、李河民、叶纪东等11位台湾籍北京市政协委员，又通过北京市政协提案推动腾退。
1992年12月，台湾会馆内住户完成搬迁，整个院落腾空，会馆的重修工程启动。1993年，北京市财政局拨款30万元对台湾会馆开展部分整修。工程拆除了院落内私搭乱建的违章建筑，回复了原有29间房屋的结构，并加盖了半透明玻璃钢遮阳棚，增加了锅炉、暖气。1994年7月18日，台湾会馆修复揭幕仪式举行，台盟中央名誉主席苏子衡、北京市政协副主席封明为为台湾会馆揭幕，全国人大常委会副委员长卢嘉锡为台湾会馆题写了馆名。1996年12月25日，在北京的台湾籍人士及相关人士举办了台湾会馆建馆百年纪念大会。

### 整修
2005年，前门地区开始整体改造，位于前门外大江胡同的台湾会馆也地处拆迁范围内。当时的台湾会馆院落较小，又位于老城区，所以车辆无法进入，人员出入不方便。所以有些人认为可以易地重建，但更多的臺僑则希望将会馆保留下来。2006年全国两会上，许多台湾籍的全国人大代表、全国政协委员提出保留台湾会馆的愿望，引起臺僑共鸣。2006年3月，台湾中国统一联盟副主席王晓波来到大陆参访，了解了台湾会馆的困境后，王晓波与北京市台联办公室主任郑大一起来到台湾会馆。当时大江胡同的拆迁工作已启动，台湾会馆周边都是拆迁后老房屋的废墟。王晓波在瓦砾中拾起两片瓦片、抓起一把泥土说：“我要把它带回台湾，让更多人关心它（台湾会馆）！”此后，王晓波在海峡两岸奔走，呼吁保留台湾会馆，在北京的各界臺僑也纷纷表态希望保留台湾会馆。2006年5月，多部门联合考察后决定，台湾会馆应原地修缮并适当扩大。2009年，全国政协主席贾庆林专门就台湾会馆的修缮问题做出批示。同年，台湾会馆开始原地重建。臺僑们对台湾会馆的修缮很支持，一些在京臺僑提供了多年保存的历史资料和照片，台湾岛内臺僑还特地重新制作了“台湾会馆”的匾额送到北京。新建成的台湾会馆，面积从原先的540余平方米增至3800多平方米，地上一层，地下一层。地上建筑仍维持老会馆的建筑布局，其内陈列从清末到如今在北京臺僑的学习、工作的历史，地下开辟了多个多功能会展区，作为在京臺僑聚会活动的场地。
2010年5月7日，台湾会馆重张、台湾街（位于石景山区北京国际雕塑公园旁）开街，中共中央政治局委员、中共北京市委书记刘淇，中国国民党荣誉主席连战和夫人连方瑀，全国政协副主席、台盟中央主席林文漪，中共中央台办、国务院台办主任王毅，海峡两岸关系协会会长陈云林，中共北京市委副书记、北京市市长郭金龙等先后出席了台湾会馆重张和台湾街开街仪式。在台湾会馆重张仪式上，连战夫妇向台湾会馆赠送了自己的题字“美哉宝岛，人文精粹”，并接受了崇文区和北京市台联赠送的绘有台湾会馆图案的景泰蓝花边礼盘，随后刘淇、连战等人在台湾会馆参观了“中华魂·京台情”京台交流史展览。台湾会馆由北京市台湾同胞联谊会下属的事业单位“北京市臺僑交流服务中心”管理使用。2017年7月14日，台湾艺术家陈启村创作的郑成功铜像在北京台湾会馆举行揭幕仪式，中华全国台湾同胞联谊会会长汪毅夫和陈启村共同为铜像揭幕。
2012年，“台湾会馆”被列为北京市东城区普查登记文物。